# Кунакбаєво (Учалинський район)
Кунакба́єво (рос. Кунакбаєво, башк. Ҡунаҡбай) — село у складі Учалинського району Башкортостану, Росія. Адміністративний центр Кунакбаєвської сільської ради.
Населення — 750 осіб (2010; 670 в 2002).
Національний склад:
- башкири — 97%

## Видатні уродженці
- Матросов Олександр Матвійович — Герой Радянського Союзу.